# Louises Bisættelse
|  | Denne artikel er oprettet af botten Steenthbot ud fra en ekstern database. Den kan derfor have sproglige fejl eller mangler. Denne skabelon kan fjernes efter kontrol af indholdet. |

Louises Bisættelse er en dansk dokumentarisk optagelse fra 1926.

## Handling
Enkedronning Louises bisættelse.